# Xixuthrus nycticorax
Xixuthrus nycticorax là một loài bọ cánh cứng trong họ Cerambycidae.